# Gastón Iansa
Gastón Iansa (San Vicente , Provincia de Buenos Aires, 22 de marzo de 1997) es un piloto argentino de automovilismo de velocidad. Desarrolló su carrera deportiva en categorías de turismos de su país, destacándose por sus participaciones en el Turismo Pista y Turismo Nacional.  Fue campeón de la Clase 1 del Turismo Pista en 2016, mientras que en 2017 se produjo su debut en Clase 2 del Turismo Nacional. En 2021 ascendió a la Clase 3 del TN, en tanto que en 2022 debutó a nivel internacional, compitiendo en la categoría TCR Sudamericano como invitado de Franco Farina.

## Trayectoria
| Temporada | Categoría                    | Equipo                     | Coche               | Carreras | Victorias | Podios | Poles | VR    | Puntos      | Pos.        |
| --------- | ---------------------------- | -------------------------- | ------------------- | -------- | --------- | ------ | ----- | ----- | ----------- | ----------- |
| 2016      | Clase 1 del Turismo Pista    | Cannata Competición        | Fiat Uno Fire       | 11       | 6         | 8      | 7     | 5     | 182.50      | 1.º         |
| 2017      | Clase 2 del Turismo Pista    | Cannata Competición        | Chevrolet Corsa     | 8        | 0         | 1      | 0     | 1     | 90.00       | 11.º        |
| 2017      | Clase 2 del Turismo Nacional | DG Motorsport              | Ford Fiesta KD      | 3        | 0         | 0      | 0     | 0     | 20.00       | 37.º        |
| 2018      | Clase 2 del Turismo Nacional | DG Motorsport              | Ford Fiesta KD      | 12       | 0         | 2      | 1     | 0     | 139.00      | 11.º        |
| 2019      | Clase 2 del Turismo Nacional | DG Motorsport              | Ford Fiesta KD      | 11       | 1         | 4      | 0     | 0     | 228.00      | 5.º         |
| 2020      | Clase 2 del Turismo Nacional | DG Motorsport              | Ford Fiesta KD      | 6        | 1         | 3      | 1     | 0     | 161.00      | 5.º         |
| 2021      | Clase 3 del Turismo Nacional | Tito Bessone Toyota Team   | Toyota Corolla E170 | 12       | 2         | 2      | 0     | 0     | 177.00      | 11.º        |
| 2022      | Clase 3 del Turismo Nacional | Crucianelli GC Competición | Ford Focus III      | 5        | 0         | 0      | 0     | 0     | Por definir | Por definir |
| 2022      | TCR Sudamericano             | PMO Racing                 | Peugeot 308         | 1        | 0         | 0      | 0     | 0     | 0.00        | Inv.        |
| Fuente    | [ 5 ]                        | [ 5 ]                      | [ 5 ]               | [ 5 ]    | [ 5 ]     | [ 5 ]  | [ 5 ] | [ 5 ] | [ 5 ]       | [ 5 ]       |

## Resultados

### TCR South America
| Año  | Equipo                | Auto                   | 1   | 2   | 3   | 4   | 5   | 6   | 7   | 8   | 9   | 10  | 11  | 12  | 13  | 14  | 15  | 16  | 17  | 17  | Pos. | Pts. |
| ---- | --------------------- | ---------------------- | --- | --- | --- | --- | --- | --- | --- | --- | --- | --- | --- | --- | --- | --- | --- | --- | --- | --- | ---- | ---- |
| 2022 |                       |                        | VEL | VEL | INT | GOI | GOI | RIV | RIV | EPI | EPI | TRH | BA  | BA  | VIL | VIL |     |     |     |     | 36.º | 31   |
| 2022 | PMO Racing            | Peugeot 308 TCR        |     |     | 7   |     |     |     |     |     |     |     |     |     |     |     |     |     |     |     | 36.º | 31   |
| 2023 |                       |                        | AG  | AG  | ROS | ROS | TRH | INT | RIV | RIV | EPI | EPI | LAP | LAP | VLP | VLP | VEL | VEL | CAS | CAS | 25°  | 38   |
| 2023 | Toyota Team Argentina | Toyota Corolla GRS TCR |     |     |     |     | 3   | Ret |     |     |     |     |     |     |     |     |     |     |     |     | 25°  | 38   |

## Palmarés
| Título  | Categoría                 | Automóvil       | Año  |
| ------- | ------------------------- | --------------- | ---- |
| Campeón | Clase 1 del Turismo Pista | Fiat Uno        | 2016 |
| Campeón | TC Pista Mouras           | Chevrolet Chevy | 2023 |
| Campeón | TC Mouras                 | Chevrolet Chevy | 2024 |